# Rancho Chico, Texas
Rancho Chico là một nơi ấn định cho điều tra dân số (CDP) thuộc quận San Patricio, tiểu bang Texas, Hoa Kỳ. Năm 2010, dân số của nơi này là 396 người.

## Dân số
- Dân số năm 2000: 309 người.
- Dân số năm 2010: 396 người.